# Área Intermedia

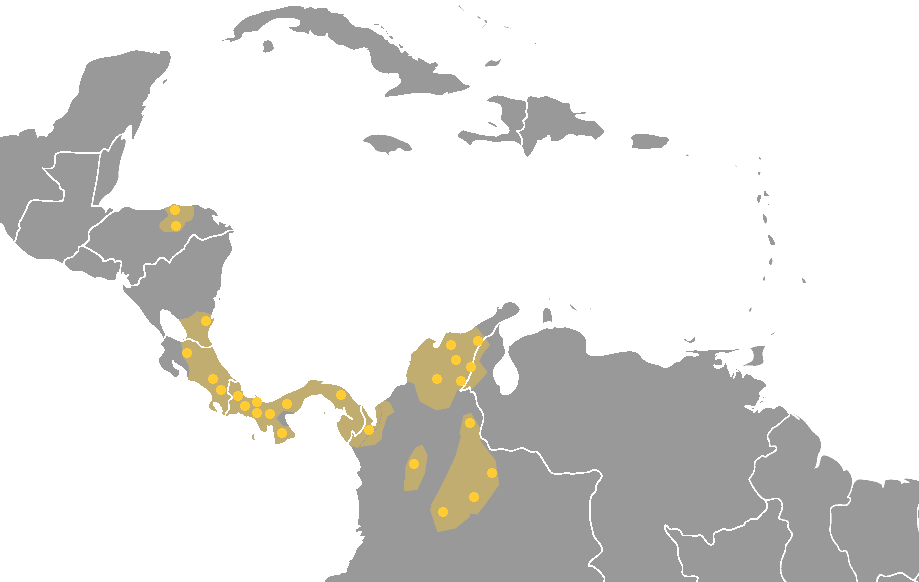
Mapa de la distribución de las etnias intermedias.

Área Intermedia es el nombre dado a una amplia extensión de territorio que engloba elementos etnológicos y culturales de muchas sociedades indígenas de América. Hacia el siglo xvi, a la llegada de los españoles, comprendía gran parte de los actuales Costa Rica (excepto Guanacaste), Panamá, Colombia y el oeste de Venezuela, así como la vertiente caribeña de Honduras y Nicaragua. Colindaba con las áreas culturales de Mesoamérica hacia el norte, y de los Andes y la Amazonia hacia el sur.
Esta área tuvo como punto central el norte de Suramérica y los territorios más australes del istmo centroamericano, congregados alrededor de la Cuenca del Caribe, lo que la hizo recibir fuertes influencias de los grupos mesoamericanos, andinos y caribeños. Entre sus etnias originarias la más destacada fueron los chibchas, asentados principalmente en Colombia.
El término fue acuñado en 1957 por el arqueólogo Wolfgang Haberland, mientras que Gordon Willey delimitó en 1971 las fronteras del Área: los Andes ecuatorianos y la costa del pacífico, los Andes colombianos y la costa del Pacífico, la costa caribeña de Colombia, el área andina del oeste de Venezuela y la costa adyacente, y todo la Baja América Central hasta la línea que se extiende desde el golfo de Nicoya en Costa Rica hacia la costa caribeña norte-central de Honduras. Para Willey, el Área Intermedia no tiene patrones distintivos panregionales tan fuertes como los que se dan en Mesoamérica o los Andes.